# Manchar
Manchar (o Mancher) è una suddivisione dell'India, classificata come census town, di 13.793 abitanti, situata nel distretto di Pune, nello stato federato del Maharashtra. In base al numero di abitanti la città rientra nella classe IV (da 10.000 a 19.999 persone).

## Geografia fisica
La città è situata a 19° 0' 0 N e 73° 55' 60 E e ha un'altitudine di 681 m s.l.m..

## Società

### Evoluzione demografica
Al censimento del 2001 la popolazione di Manchar assommava a 13.793 persone, delle quali 7.114 maschi e 6.679 femmine. I bambini di età inferiore o uguale ai sei anni assommavano a 1.805, dei quali 938 maschi e 867 femmine. Infine, coloro che erano in grado di saper almeno leggere e scrivere erano 9.862, dei quali 5.469 maschi e 4.393 femmine.